# Combate de Mufilo
O combate de Mufilo foi uma batalha travada a 27 de Agosto de 1907, no sudeste de Angola, durante a Campanha dos Cuamatos.

## História

### Antecedentes
No decorrer do século XIX, Portugal detinha um vasto império colonial, do qual lhe resultavam dificuldades acrescidas em termos militares. A acrescentar a este facto, o Ultimatum Inglês não veio favorecer a política da coroa portuguesa perante os seus súbditos, que não viam com bons olhos os destacamentos das tropas portuguesas nas colónias.
No seguimento da resolução da Conferência de Berlim, que culminou na criação das fronteiras atuais de Angola e das outras colónias portuguesas,  surgia uma crescente necessidade de se proceder à ocupação efectiva e imediata dos territórios, dando ênfase à colónia de Moçambique, dado que a mesma era ambicionada pelo governo inglês. Para se proceder a esta ocupação criou-se o projecto da África meridional portuguesa, também conhecido por mapa cor-de-rosa, que ligava Angola a Moçambique pelo interior do continente.
O Império Colonial português pretendia agora com o território novo subjugar e controlar as populações e tribos preexistentes naqueles territórios que desafiavam o domínio português na região.
No ano de 1894, em Lourenço Marques vivia-se um clima de insegurança e desconfiança entre os habitantes locais, face a rejeição de Gungunhana (Imperador dos Vátuas), em prestar vassalagem a Portugal, chegando mesmo a afrontar a autoridade portuguesa. Em 14 de Outubro de 1894, aquando do ataque da mesma cidade, submetendo os seus habitantes a barricarem-se. Portugal ainda não se tinha restabelecido do humilhante tratado inglês, porém acaba por enviar reforços para reprimir os actos de vandalismo sentidos nessa região.
Durante os anos de 1905 e 1906, ocorreram acções militares em Angola com o intuito de preparar uma grande expedição com o objectivo de pacificar e ocupar o Ovampo. Nessa região os povos que se mostravam mais conflituosos eram os Cuamatos, então foi definido como objectivo prioritário a tomada de posse do Cuamato Grande e Cuamato Pequeno. Para além deste objectivo foi estabelecida a construção de um forte, o Forte Roçadas, com o intuito de garantir a segurança, comunicação e aprovisionamento, face ao inimigo, e a futuras operações.
Ocorreram ao longo do tempo várias escaramuças e embates com as populações locais, e várias vicissitudes, a mais desastrosa das quais foi a batalha do Vau do Pembe, em 1904, onde várias centenas de soldados portugueses perderam a vida em combate contra os numerosos, aguerridos e bem armados cuamatos.
Após o desastre do Vau do Pembe, o exército Português começa a preparar um corpo expedicionário com logística bem organizada, efetivos bem treinados e números muito satisfatórios de mantimentos e apoio.

### Combate de Mufilo

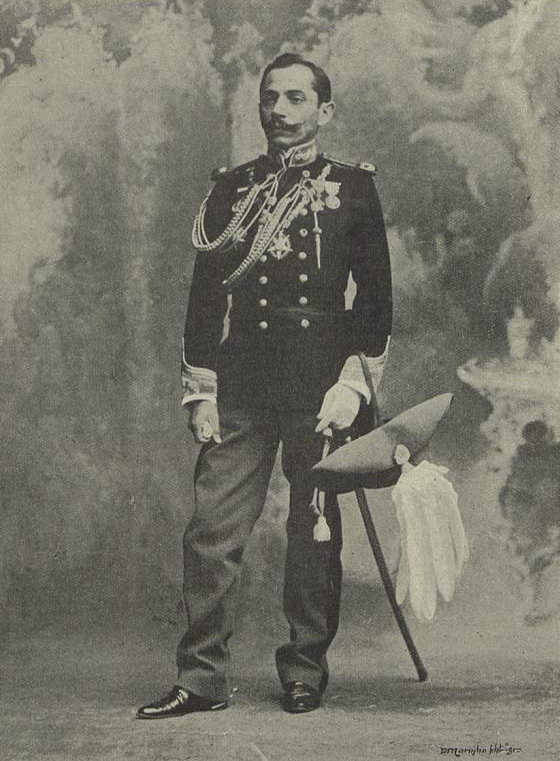
Alves Roçadas, líder do corpo expedicionário

As tácticas utilizadas nas campanhas contra os Cuamatos, não divergem muito das utilizadas com êxito em 1895 em Moçambique. Volta a ser utilizado o dispositivo de marcha em coluna a três fileiras e quando combatem utilizam o quadrado. Esta táctica era aplicada em confrontos com o inimigo, que embora tivesse armas de fogo, utilizava principalmente o poder de choque, fazendo avançar as cuas de guerreiros, sobre as tropas portuguesas, tentando utilizar o fator numérico. É nesta situação que o elemento de fogo atinge a sua preponderância, tentando esquivar-se do choque, que a ocorrer seria fatídico para os portugueses.
A infantaria executava unicamente o fogo, através das descargas do pelotão, além das armas ligeiras, juntava-se o fogo das metralhadoras, que era bastante eficaz, devastando os ataques das cuas de guerreiros. Por sua vez, a artilharia proponha-se a atingir os aglomerados de inimigos e os locais onde se pressupunha que eles se abrigassem. Para além das bocas-de-fogo, utilizavam as peças Ehrhart de tiro rápido, que aumentava consideravelmente a cadência de tiro.
As forças portuguesas eram compostas por companhias metropolitanas, companhias coloniais e companhias nativas de Angola e Moçambique, apoiadas por dois esquadrões de Dragões (um deles, lanceiros), artilharia e metralhadoras.
No dia 26 de Agosto ao amanhecer, a coluna comandada por Alves Roçadas inicia a marcha em direcção às cacimbas de Aucongo.
Ao penetrar na compacta mata, a coluna forma o dispositivo de marcha, na dianteira prosseguem os sapadores desobstruindo a passagem. A coluna prosseguia a marcha até ao meio dia, momento em que lhe foi ordenado bivacar em formação de quadrado para passar a noite. Procedeu-se de seguida aos trabalhos de protecção e a uma batida executada pelos auxiliares, sem sinal do inimigo, contudo, a segurança nessa noite foi redobrada. A noite passou-se sem sobressalto, e pelas 5h da madrugada, o bivaque é levantado e forma-se o dispositivo de marcha, prosseguindo em direcção a Aucongo. A coluna vai atravessando diversas matas chegando até à chana de chilombe, onde é efectuado mais um reconhecimento, enquanto os sapadores vão executando os trabalhos de desflorestação. Os batedores regressam com a notícia de que o inimigo encontra-se por perto. A próxima chana onde a coluna pode formar o quadrado é a de Mufilo.
A chana de Mufilo tinha  um comprimento aproximado de 2000m e por uma largura de 1500m, tendo somente capim rasteiro e rodeada por árvores, mato e morros de salalé.

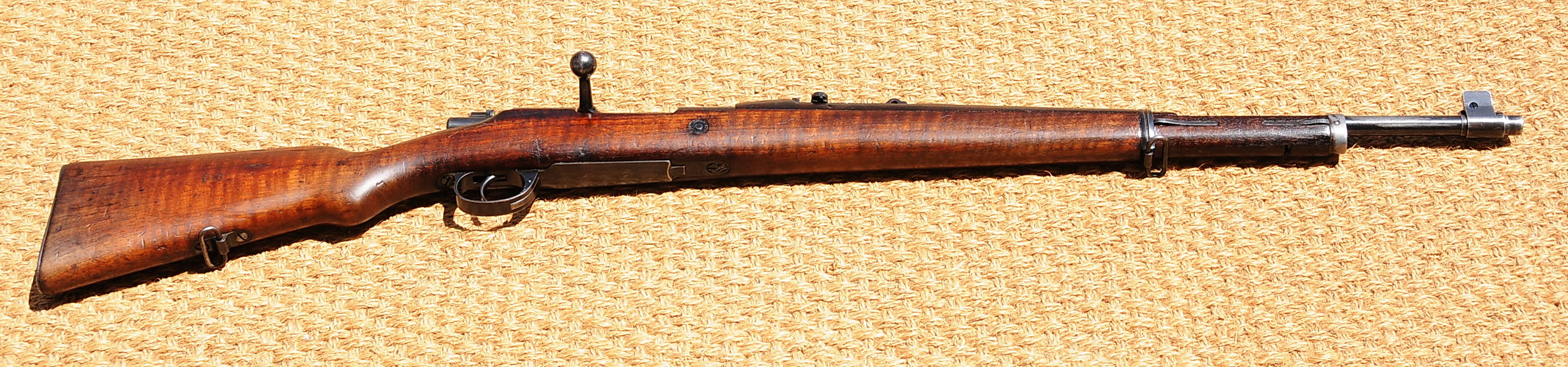
Mauser-Vergueiro, espingarda portuguesa e padrão do exército português na altura.

Por volta das 9h, a frente da coluna invade a chana de Mufillo e começa a formar o dispositivo defensivo, cerca de meia hora depois a coluna ainda não tinha invadido na sua totalidade, quando se instala um violento tiroteio contra a retaguarda esquerda do quadrado, que ainda se encontrava aberto. Fora do quadrado, a proteger os carros, estavam o 1º e o 2º esquadrão de dragões. Logo de seguida, a artilharia (baterias Schneider Canet) abre fogo sobre o inimigo que flagelava o dispositivo português.
A retaguarda do quadrado continuava aberta, devido a um carro com o eixo partido, que encravava a entrada não permitindo a entrada do restante da coluna. Só por volta das 9h e 45m é que o dispositivo se encontrava formado na sua totalidade. Esta demora, traduzira-se em 5 feridos.
Na "chana" (clareira) de Mufilo em direcção a Aucongo, as companhias internaram-se.
Nas orlas da chana, milhares de cuanhamas e cuamatos esperavam o exército português.
A fuzilaria começou sobre a companhia de landins de Moçambique, que respondeu sem ter tido baixas. Menos sorte tiveram os esquadrões de cavalaria. O do flanco direito ainda conseguiu fugir deixando alguns homens pelo chão, mas o de lanceiros, que era a principal força de choque do exército, foi apanhado numa carga furiosa e foi exterminado.
Pouco depois, os portugueses conseguiam formar quadrado, no exato momento em que os ovambos decidem sair da mata a carregar.
Como a distância era curta, a aproximação foi rápida. A única esperança para os portugueses residia no tiro, feito por espingardas Mauser-Vergueiro e as duas cuas foram quase travadas. No entanto uma das cuas, numa carga furiosa, conseguiu alcançar uma secção de artilharia, a qual foi também atacada, resultando em várias baixas.
O incipiente esquadrão de Dragões, acorrendo ao "fogo", conseguiu ainda assim travar o assalto desta cua, salvando momentaneamente o quadrado.

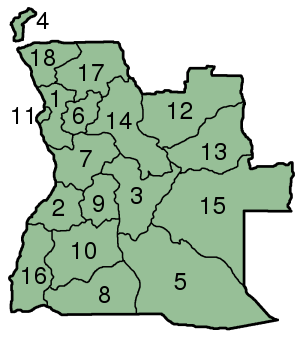
Províncias de Angola. O combate ocorreu na zona da província numerada com 8

O elo mais fraco do quadrado português residia nas armas que equipavam os landins moçambicanos. Já tendo estes disparado contra uma outra cua, e não podendo repelir novo assalto a tiro, foram carregados e massacrados pelos cuamatos, rompendo-se assim o quadrado.
Estas forças foram posteriormente atacadas pelas forças portuguesas e tiveram de recuar.
Com o decorrer da luta, a intensidade da mesma não abrandava, pensando que o combate se iria prolongar pela noite dentro, foi dada a ordem para se iniciar a construção das trincheiras, visto que as únicas protecções naturais nesta chana eram os morros de salalé .
O consumo de munições tal como as baixas eram já excessivas, como tal foi dada a ordem de executar uma carga a cavalo sobre o inimigo, que se encontrava na face direita do quadrado. Desta missão foi incumbido o 2º esquadrão de dragões, que abandonaram o quadrado entrando na floresta iniciando desde logo a carga, o ímpeto da referida carga foi tal, que o inimigo abandonou estas posições. Só por volta das 5 horas da tarde, já com a falta de luminosidade o combate de Mufilo culmina. Os portugueses estiveram durante 7 horas e meia sobre o fogo inimigo, debaixo de um sol ardente numa planície desprovida de sombras. Assim, fora alcançada a 1ª vitória sobre os Cuamatos., desta campanha destaca-se o então alferes António Nunes, condecorado com o colar da Torre Espada e promovido a Major